# Cmentarz żydowski w Dąbrowie Górniczej
Cmentarz żydowski w Dąbrowie Górniczej – kirkut powstał w 1929. Mieści się przy ulicy Jaworowej. Pierwotnie posiadał ogrodzenie. Ma powierzchnię 0,5 ha. W czasie II wojny światowej został zdewastowany przez hitlerowców. Znajduje się na nim 21 fragmentów uszkodzonych macew z napisami w języku hebrajskim i typową ornamentyką. 19 sierpnia 1993 odsłonięto pomnik upamiętniający nekropolię. Inicjatorem tego przedsięwzięcia był Zenon Chmielewski, dąbrowianin, odznaczony medalem "Sprawiedliwy wśród narodów świata".